# NGC 1926
NGC 1926 ist ein offener Sternhaufen in der Großen Magellanschen Wolke, im Sternbild Schwertfisch. Das Objekt wurde am 3. August 1826 von dem Astronomen James Dunlop entdeckt.